# دان سميث (لاعب بوكر)
دان سميث (بالإنجليزية: Dan Smith)‏ هو لاعب بوكر أمريكي، ولد في 23 فبراير 1989 في Manalapan Township, New Jersey ‏ في الولايات المتحدة.